# Elsősegélynyújtás

Nemzetközi Vöröskereszt logó

Az elsősegélynyújtás olyan célirányos beavatkozás, amelyet hirtelen egészségkárosodás (baleset) esetén – a szakszerű segítség kiérkezése előtt – bárki elvégezhet a bajba jutott személy állapotának javításáért. Más megfogalmazás szerint „Az elsősegélynyújtás olyan egészségügyi beavatkozás, melyet bárki – laikus vagy valamilyen egészségügyi képzettséggel rendelkező személy – elvégezhet a sürgősségi ellátás megkezdése előtt azért, hogy a baleset vagy hirtelen egészségkárosodás következményeit elhárítsa.” Az elsősegélynyújtást minden esetben meg kell kezdeni, kivéve, ha a sérült halála nyilvánvaló vagy az orvos meg nem érkezik.
A legfontosabb a sérült további károsodásának megakadályozása, és számára – lehetőség szerint – nyugodt környezet biztosítása. 
Az elsősegélynyújtás nem csupán erkölcsi kötelesség, arra jogszabály is kötelez.

## Jelképei

Fehér kereszt szimbólum

Nemzetközi szinten az elsősegélynyújtásnak több szimbóluma terjedt el:
- a Nemzetközi Vöröskereszt és a Nemzetközi Vörös Félhold
- a Konstantin-kereszt (hatágú, kék)
- Fehér kereszt zöld alapon (az ISO 7010 E003 szabvány szerint)

Más jelképeket is használhatnak elsősegélyt nyújtó vagy segélyhívást fogadó szervezetek. A teljesség igénye nélkül felsorolunk néhányat:
- Élet csillaga – pl. az Országos Mentőszolgálat mentőjárművein is feltüntetik,
- Máltai kereszt – Máltai Mentőszolgálat,
- St. Andrew's First Aid Badge (Szent András kereszt – skót elsősegélynyújtó jótékonysági szervezet mentőjárművein jelenik meg).

## Jogszabályi előírás
Magyarország alaptörvénye az XX. cikk (1) bekezdésében előírja, hogy „Mindenkinek joga van a testi és lelki egészséghez.”
Az állampolgári jog érvényesülését többek között az egészségügyi ellátás megszervezésével biztosítja az állam. Az egészségügyi ellátáshoz hozzá tartozik az elsősegélynyújtás oktatása, amely szükség esetén a segítőkész állampolgárok szakszerűbb beavatkozását teszi lehetővé.
Az egészségügyről szóló 1997. évi CLIV. törvény III. Fejezete (Népegészségügy) cím alatt 1. cím Egészségfejlesztés címszónál 37. § harmadik bekezdésében leírja, hogy „a megelőzés a problémák kezelésére történő felkészítésen, a támogató közösség, környezet kialakításán alapul”. Az elsősegélynyújtás legfontosabb feladata, hogy az elsősegélyben részesített személy további egészségromlását az elsősegélynyújtó – felkészültségével összhangban – megakadályozza, azaz megelőzze. A törvény 38. § első szakasza meghatározza, hogy „a köz- és felsőoktatási, valamint a szakképzési rendszer, illetőleg a felnőttoktatás keretében az életkorhoz és a tanulmányokhoz igazodva meg kell ismertetni az elsősegélynyújtás elméletét és gyakorlatát”. Ilymódon az elsősegélynyújtás a közoktatás részét képezi például egészségügyi szakemberek által tartott elsősegélynyújtó tanfolyamok keretében.

## Teendők vészhelyzetben

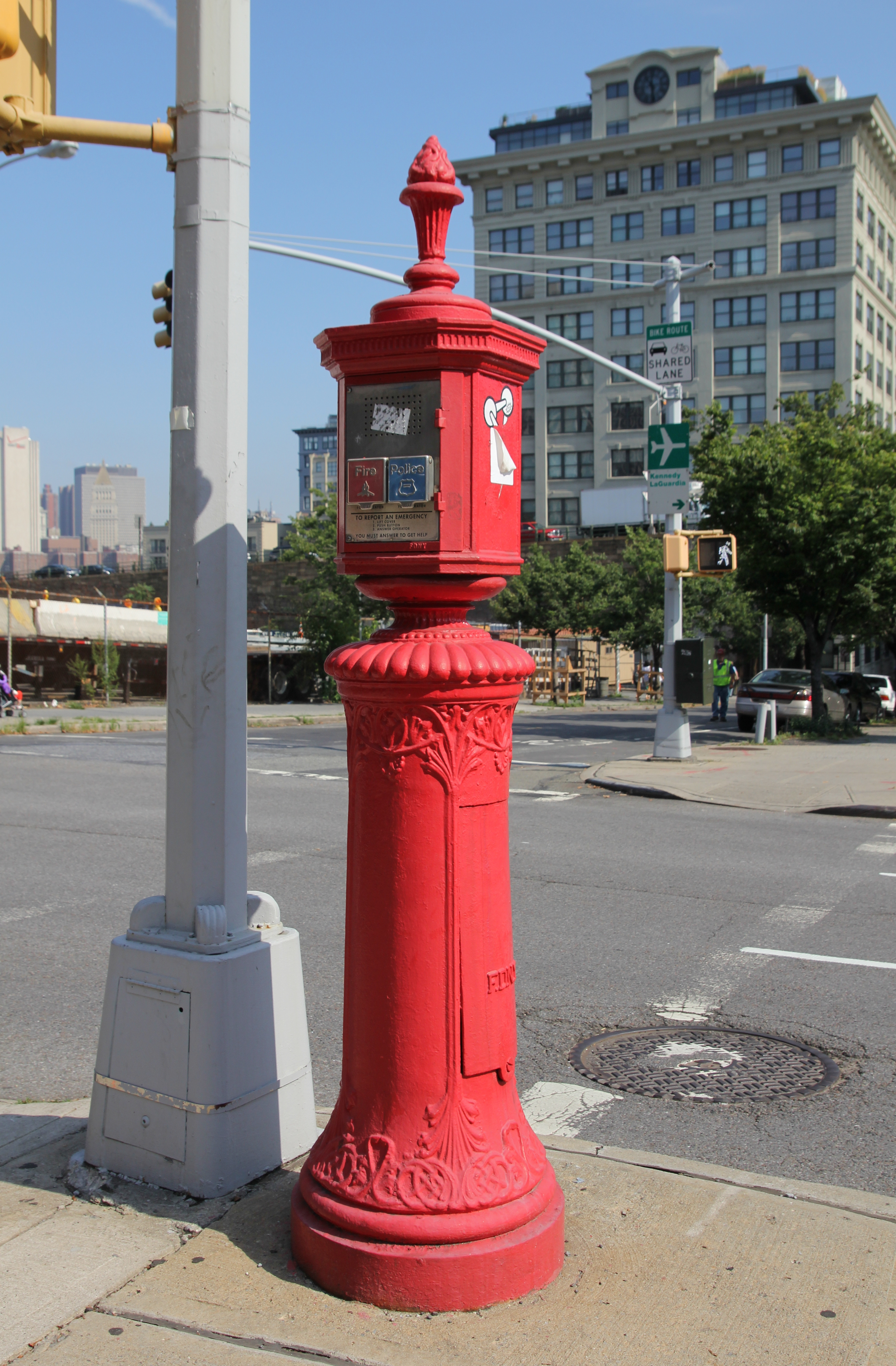
Segélyhívó telefon, New York

Vészhelyzetben – akár egyedül, akár többen vagyunk az ellátandó személlyel – a következő öt láncból álló lépéssorozatot kell sorrendben végrehajtani:
| Lépés    | Lépés megnevezése | Teendők rövidített összefoglalása (teljesség igénye nélkül) |
| -------- | ----------------- | --- |
| Első     | Azonnali teendők  | A legfontosabb a helyszín biztonsága,ha nem biztonságos tegyük biztonságossá, ha lehetséges! Az ellátandó biztonságba helyezése, újraélesztés, vérzéscsillapítás, a sérült megóvása a további veszélyektől |
| Második  | Segélyhívás       | Szükség esetén gondoskodni kell a segélyhívásról, amelynek tartalmaznia kell a legfontosabb információkat: Helyszín, esemény, ellátandók száma, sérülés esetén annak típusa, bejelentő neve, a telefon száma, amelyről telefonál a bejelentő, meg kell kérdezni, hogy van-e szükség még további információra. |
| Harmadik | Elsősegély        | Az ellátandót szakszerűen kell elhelyezni, kötözés, megnyugtatás és más segítség az állapottól függően (pl. hozzátartozó értesítése v. lélegeztetés). |
| Negyedik | Mentők            | Sürgős esetekben az ellátandót(kat) a helyszínen a mentőszolgálat átveszi. |
| Ötödik   | Kórház            | Az elsősegélyezési lánc szükség esetén az orvosi ellátással és a kórházi ápolással fejeződik be. |

## A sérült állapotának felmérése
- Szólni hozzá, megérinteni

- Megszólítható__________Szükséges segítség megadása (pl. kötözés, vérzéscsillapítás)

- Nem megszólítható ______ Légzés ellenőrzés

- Nincs légzés ______Lélegeztetés, pulzusszámlálás a nyakon

- Nincs pulzus _________ A szívműködés és a légzés újraindítása
- Van pulzus___________A lélegeztetés folytatása

- Van légzés ________Stabil oldalfekvés, eszmélet, légzés és pulzus állandó ellenőrzése.

## Elsősegélydoboz

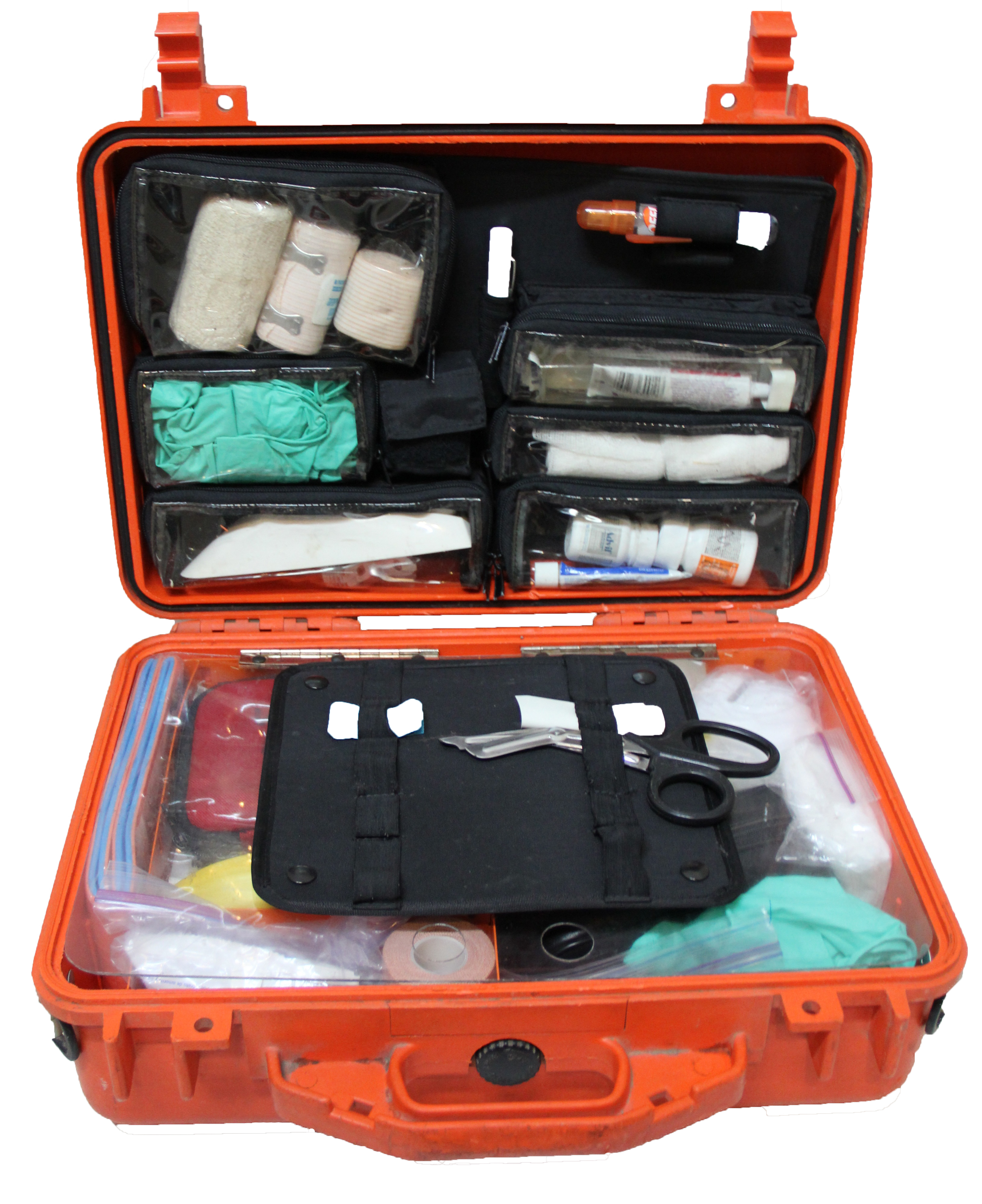
Elsősegélydoboz

Hatásosan úgy lehet elsősegélyt nyújtani, ha van egy minimális felszereltségű elsősegélyládánk.
A doboz tartalma elfogadottan a következő:
ragtapasz tekercsben(5 m x 2,5 cm) vagy 10 db öntapadó sebtapasz hasonló méretekben,
gyorskötözők előírt méretekben, steril kötszerek előírt méretekben,
steril gézkendők előírt méretekben, mullpólyák előírt méretekben,
steril kötések párosával csomagolva,
háromszögletű kötözőkendők 96cm x 96cm x 136cm,
egy kötszervágó olló, 12 biztosítótű,
egyszerhasználatos gumikesztyűk nagy méretekben,
1 db zsírkréta, 1 elsősegélynapló, 1 tartalomjegyzék (a fogyást folyamatosan pótolni kell).
A doboz tartalma pormentesen, sterilen tartandó. A lejárt határidejű tartalmat cserélni kell. A doboz tartalmazzon fájdalomcsillapítót is.

## Segélynyújtás esetei
| Sérülés v. betegség megnevezése | Esemény jellemzői | A rászoruló személy segélynyújtásban részesítése | Megjegyzés |
| ------------------------------- | --- | --- | --- |
| Sebek                           | A bőr külső behatásra megsérülhet, seb keletkezhet. Fertőzésveszély és egyéb veszély (pl. erős vérzés) alakul ki. | A sebeket alapvetően nem szabad megérinteni, ez alól kivétel az égési és maródási seb. Idegentestet csak orvos távolíthat el. A sebet steril gézlappal kell lefedni. Nagyobb seb esetén több réteg szükséges. A sterilitás megőrzése érdekében ujjheggyel kell kivenni a gézlapokat a csomagolásból, s rögtön helyezzük s sebre, majd rögzítsük. Földre esett gézt nem szabad felhasználni. Gondoskodni kell arról, hogy minden sebet hat órán belül orvos kezeljen. | Szükség esetén segélyhívás. |
| Idegentestestek a sebben        | Sérüléskor idegentest (pl. töltény, fém-, üveg- vagy fadarab, stb.) kerülhet a sebbe. | Idegentestet csak orvos távolíthat el. Az idegentestet körül kell párnázni, ezzel megakadályozva a mozgását és elkerülve a további sérülést. Steril fedést úgy kell alkalmazni, hogy az idegentest ne mozduljon el. Sokkot enyhíteni kell. Szembe került szilánk vagy más idegentest esetén a szemeket be kell kötni a nyugalmi helyzet miatt. Orvost, mentőt kell hívni. | Segélyhívásról kell gondoskodni. |
| Harapás okozta sebek            | Harapás okozta sebek különösen akkor veszélyesek, ha az állat veszett. | A harapott sebet azonnal ki kell mosni szappannal vagy mosószerrel. Orvost kell hívni. | Segélyhívás- |
| Lőtt sebek                      | Lőtt sebek esetén fenyegethet a keringés összeomlása. | A sebet sterilen le kell fedni. Vérzést csillapítani kell. Sérültnek nyugalmat kell biztosítani, sokkot kezelni kell. | Mindenképpen segélyhívás. |
| Vérzéscsillapítás               | Egy ember számára egy liter vér elvesztése már életveszélyt jelent. | Ilyenkor legfontosabb a vérzés csillapítása. Fejen, törzsön ujjnyomással, majd steril nyomókötéssel kell csillapítani a vérzést. Karsérülésnél fel kell emelni a kart, majd nyomást kell alkalmazni nyomókötéssel. Lábsérülésnél nyomókötést célszerű alkalmazni. Csonkolásos sérüléseknél lehetőség szerint megemelni, nyomást és nyomókötést kell alkalmazni. | Orvost, mentőt kell hívni. |
| Kisebb külső vérzések           | Orrvérzés következhet be pl. orrot ért ütés következtében vagy spontán módon. Véraláfutás ütés következtében következik be általában vagy gyógyszerek is okozhatják. Visszérvérzés a kitágult lábi visszerek megpattanása miatt következhet be. | Orrvérzés esetén fel kell szólítani az ellátandó személyt, hogy fejét hajtsa kissé előre és kezével támassza meg a homlokát. Hidegvizes borogatást kell tenni a tarkójára. Tartós vérzés esetén mentőt kell hívni, mert bekövetkezhet a sokk. Véraláfutást hűtéssel és egyidejű nyomással lehet kezelni (gyakran váltott hideg vizes borogatás, hideg nyomókötés). Sokk fellépése mélyebb sérülésekre utalhat, feltétlenül orvost kell hívni. Visszérvérzésnél erős vérzés esetén fennállhat a sokk veszélye. A beteg lábát meg kell emelni, nyomókötést kell ráhelyezni. Értesíteni kell a mentőket. | Szükség esetén orvost, mentőt kell hívni. |
| Súlyos külső vérzések           | Az erős vagy nagyon erős vérzések tartoznak ebbe a csoportba. | Alapvetően minden vérzést csillapítani lehet a sebre kifejtett nyomással. Vészhelyzetben a sebbe kell nyúlni és ujjal leszorítani a vérző eret. Gyorskötöző pólyatekercset is lehet erre a célra használni a sebbe nyomva. Vérzéscsillapítást fekvő személyen kell végezni. Sokkot lehetőség szerint el kell hárítani. | Segélyhívás. |
| Csonkolásos sérülések           | A balesetet szenvedett személynek leszakadt ujját, kezét, karját, lábát ma már vissza lehet varrni, funkcióit újra lehet éleszteni, ha megfelelő az operációig eltelt időtartam és a testrész konzerválása. | Gondoskodni kell a beteg állapotának megőrzéséről. Sérüléstől függően az adott testrészt fel kell emelni, steril anyaggal kell leszorítani vagy nyomókötést kell alkalmazni. A leszakadt testrészt tisztogatás, mosogatás nélkül kell steril kötszerbe, majd utána tiszta nejlonzacskóba helyezni és le kell hűteni hűtőszekrényben +4°C-ra. | Hívni kell a mentőket! |
| Koponya és agysérülések         | Fejet ért ütés agyrázkódást, koponya- és agysérülést vagy koponyaalapi törést okozhat. A sérült eszméletlen lehet. Agyrázkódás tünetei: rövid ideig eszméletvesztés, emlékezetkiesés, hányinger, fejfájás, szédülés. Nyílt koponyasérülés súlyos fertőzésnek teheti ki az agyat, esetleg az agy-gerincvelői folyadék a fülön vagy az orron át folyik ki. | Bukósisakot viselő sérültről a sisakot lehetőleg két személynek kell eltávolítania óvatosan. Állapottól függően stabil oldalfekvést kell alkalmazni. Pulzus és légzés ellenőrzése, szükség esetén lélegeztetés, tüdő és szív munkájának helyreállítása. | Orvost kell hívni. |
| Sokk                            | A testben áramló vérmennyiség jelentős csökkenésekor sokk lép fel. A pulzus eleinte gyors, majd fokozatosan gyengül, alig tapintható. A bőr fakószürke, hideg, nyirkos, ajak feltűnően sápadt, borzongás, aprócseppes verejtékezés. A tünetek nem feltétlenül jelennek meg egyidejűleg. A sérült többnyire tudatánál van. | A sokk életveszélyes állapot. A vérzést azonnal csillapítani kell. A sérültet takaróra, ágyra kell fektetni, lábait fel kell polcolni, be kell takarni. Nyugalmát biztosítani, pulzust ismételten ellenőrizni. Orvost kell hívni segélyhíváskor. | Pulzus ellenőrzése:A pulzust a nyakon vagy a csuklón kell mérni a mutató,középső és gyűrűs ujjakkal együtt. Legalább 5 mp-ig szükséges vizsgálni a pulzust, mielőtt hiánya megállapításra kerülne. Mindenképpen orvos, mentő kell. |
| Mellkasi sérülések              | A területet érő tompa ütés bordatörést vagy a mellkasi szervek (pl. tüdő) sérülését okozhatja. Jellemző tünet a fokozódó légszomj. A mellkasnál sípoló zörej hallható. A beteg felüléssel próbálja szabaddá tenni a légutat. | Segíteni kell kitámasztással az ülő helyzet kialakítását és megtartását. Folyamatosan ellenőrizni kell a légzést. Szükség esetén mesterséges légzést kell alkalmazni.A sérült nem ehet, nem ihat és nem dohányozhat. Sebet sterilen fedni kell. | Intézkedni kell segélykérésről. |
| Hasi sérülések                  | Hasi ütés esetén a belső szervek sérülése miatt sokk léphet fel. A sérülés jelei: kímélő testtartás, kidudorodás a hason v. előreeső bélszakasz, sokktünetek, erős szomjúság, ütésnyomok. | A sebet sterilen, lazán le kell fedni. A beleket nem szabad visszanyomni. Hőveszteségnek nem szabad fellépni (takaró). Ellenőrizni kell a pulzust és a légzést. Nem kaphat enni és inni a sebesült. Mentő vagy orvos. | Segélyhívás mindenképpen. |
| Mellkasi és hasi fájdalmak      | Sürgősségi esetek nagy hányada hirtelen mellkasi vagy hasi fájdalmakkal jár. Ennek számos oka lehet (pl. szívinfarktus, gyomor- v. bélperforáció, bélelzáródás, epe- v. vesekövek). A beteg sápadt, erős fájdalmai, görcsei lehetnek (mellkas, hát, has, oldal, comb-kisugárzás), kímélő testtartást vesz fel, hányhat, légszomja, vizelési ingere lehet. Félelemérzet alakulhat ki, és szapora v. lassú pulzus lehet, sokkhatást szenvedhet. | Gondoskodni kell először a beteg nyugalmáról megfelelő testhelyzet kialakításával (pl. légszomj esetén félig ülő testhelyzet, hasi görcs esetén fekvő testhelyzet és térdek alá párna vagy összetekert pléd. Kímélő testtartáson ne változtasson a beteg! Nem szabad enni, inni és dohányozni! Orvosságot szívbetegek és asztmások vehetnek be. Szükség esetén segíteni kell a bevételben. | Orvos, mentő. |
| Eszméletvesztés (ájulás)        | Felismerhető arról, hogy megszólításra nem válaszol az ellátandó személy. Okai lehetnek: oxigénhiány, fejet ért erős ütés, mérgezés, időjárási behatások (pl. hő- vagy hideghatás). | Légzés ellenőrzése. Légzés esetén stabil oldalfekvésbe kell helyezni. Szükség esetén mesterséges légzés. Pulzus és légzés figyelése. | Mentőt kell hívni. |
| Életveszélyes légzészavar       | Légzésleállást szokás életveszélyes légzészavarnak nevezni. | Pótolt fogat (műfogsort) el kell távolítani, hátra kell feszíteni a fejet az állnál és homloknál tartva. Ezután meg kell kezdeni a lélegeztetést (szájból orrba vagy szájból szájba). Eredményt kell elérni (visszatér a bőr színe, a fülcimpáké vagy a körömágyé, vagy megmozdul a beteg). | Segélyhívás egyidejűleg. |
| Rángógörcs                      | A rángógörcs a test több izmának egyidejű, akarattól független összehúzódása. Az epilepszia tünete lehet. Felismerhető rángatózásról, eszméletvesztésről. | Nem szabad lefogni a beteget. Stabil oldalfekvésbe kell helyezni, amint lehet. Nem lehet egyedül hagyni. | Szükség esetén orvos, mentő. |
| Félrenyelés                     | Idegentest kerül a légcsőbe, s köhögést okoz. Elakadáskor a légzés sípoló lehet. A nyelőcsőbe került idegentest hányingert okoz. | Az idegentest eltávolítása céljából a lapockák közé ütést kell mérni tenyérrel vagy hánytatni kell a sérültet. Ellenőrizni kell, hogy megszabadult-e az idegentesttől a beteg. | Az alkalmazott eljárások sikertelensége esetén feltétlenül orvos, mentő szükséges. |
| Rovarcsípés a szájüregben       | Evés, ivás és légvétel közben véletlenül rovar kerülhet a szájba, s csípés keletkezhet. Beduzzadhatnak a légutak. | A sérült szopogasson jeget, fagylaltot folyamatosan a duzzadás csökkentésére vagy hideg vízzel öblögessen, hűtse a nyakát borogatással. Lélelegeztetés szükség esetén. Mentőt kell hívni. | Mindenképpen segélyhívás. |
| Mérgezések                      | Mérgezés többféle úton jöhet létre (belégzés, lenyelés, bőrön át felszívódás, szembe cseppentve vagy injekciós tűvel). A szervezetbe kerülő méreg, mérgező anyag felszívódik és rosszullétet (hányást, hasmenést, gyomorfájdalomt, fejfájást, szédülést, tudatzavart, ájulást, légzési nehézséget, sokkot, pulzus csökkenést vagy szaporodást, izgalmi állapotokat) okozhat. | A közelben található gyógyszereket, mérgező anyagmaradványokat meg kell őrizni. Beteg állapotától függően lehet segélyt nyújtani stabil oldalfekvéssel, pulzus és légzés figyelésével. Hányás esetén edényt biztosítva segíteni lehet, de nem szabad hánytatni általában. Orvost kell hívni. | Mentő, kórház. |
| Maródások                       | Maródás a lúgok és savak okozta sérülések. | Bőr maródása esetén azonnal el kell távolítani a fedőréteget (ruha, harisnya, cipő). Tartós hidegvizes öblítést kell végezni, majd kötözés. Szemek maródásakor (pl. oltatlan mész becsapódása) legalább húsz percig kell öblíteni a szemet. Sav- vagy lúgiváskor sok vizet vagy tejet kell itatni a sérülttel. Minden esetben orvosi ellátás kell. | Segítséget kell hívni. |
| Égési sérülések                 | Az égési sérülések felismerhetőek a bőr kivörösödéséről, hólyagosodásáról, valamint sebek keletkezéséről. | Teendők: az égés helyét hosszú ideig hideg vízzel öblíteni; forrázás esetén a ruhát levenni; a sérültet nyomás nélkül betakarni (pl. asztalt helyezni fölé és úgy takarni, mintegy hőkunyhót hozva létre felette); ellenőrizni a sérült tudatát, pulzusát, légzését. | Tilos házi szereket (púder, olaj, liszt, kenőcs) használni! Segélyhívás. |
| Napszúrás és hőguta             | Kevés hajú vagy kopasz emberek könnyen kapnak napszúrást, mivel nincs védelem a napsütés ellen, s a meleg az agyhártyát károsíthatja. Csecsemőkorúaknak még kutacsuk is lehet (csonthiány a koponyán), így ők különösen érzékenyek a napra. Napszúrás jellemzői: vörös arc, forró fej, hűvös, nyirkos testbőr, fejfájás, rosszullét, hányás. Gyermekek belázasodhatnak. Feltűnő sápadtság. Hőguta nyirkos, fülledt időben erős testi megterheléskor alakulhat ki, s az agy hőközpont funkciózavara. Víz- és sóveszteség léphet fel. Feltűnő sápadtság. | Napszúrás gyanús személyt árnyékba kell helyezni, feje alá párnát vagy hasonlót kell tenni, borogatás váltott, állott vizes ruhával. Hőgutát szenvedett személyt árnyékos helyen vízszintbe kell fektetni. Eszméletvesztés esetén lélegeztetés és pulzusmérés, majd stabil nyugalmi helyzetbe tenni. | Segélyhívás. |
| Általános lehűlés               | Hirtelen hideg vízbe ugrás, túlzott alkoholfogyasztás és hidegben történő tartózkodás, síbaleset esetén történő lehűlés, stb. Testhőmérséklet 30°Celsius v. 86°Fahrenheit v. alatta súlyos keringési problémákat okoz. | Hirtelen felmelegítés tilos! Szobahőmérsékletű helyiségbe helyezés, ennek hiányában szélvédett, száraz hely biztosítása. Nedves ruháktól megszabadítani. Ne dörzsölgessük, inkább tudatánál lévőt forró itallal, de nem alkohollal kell kínálni.Légzés és pulzus ismételt ellenőrzése, intézkedések a sérült állapotától függőek. | Segélyhívás. |
| Fagyás                          | Fagy (már +6°C kb. 43°F hőmérséklet) esetén szövetektől kevésbé védett testrészek (fül, orr, láb- és kézujjak) fagyást szenvedhetnek. Külső fagyás a testrészek fagyosságáról tapintással felismerhető. Súlyosabb fagyásnál a bőr szürkésfehér színű, tapintásra puha és fájdalomra érzékeny, felhólyagosodhat. Mélyre hatoló fagyás feketedik, az érintett testrész törékennyé válik. | Külső fagyás esetén a szoros ruházatot meg kell lazítani, a fagyott testrészeket test által a legjobb felmelegíteni (kezekkel v. hónaljjal). Egy idő múlva ellenőrizni kell a nem fagyott testrészek mozgásképességét (felszólítással). Tovább lehet plédekkel, meleg ruhákkal és forró cukros itallal (szájon át) melegíteni a testet. A hidegtől folyamatosan védeni kell. | Pulzus és légzés folyamatos ellenőrzése és segélyhívás. |
| Áram okozta sérülések           | Elektromos készülékek kezelése közben, nagyfeszültségű vezeték közelében keletkezhetnek az ilyen típusú sérülések. Nagyfeszültségű berendezésnek (1000 V felett) a megközelítése is veszélyes lehet. Idesorolható a villámcsapás is a sérülés jellege miatt. | Figyelmeztető táblákat helyeznek el, hogy biztosítsák az elkerülést. Először az áramkört kell megszakítani háztartási jellegű baleseteknél (pl. ki kell húzni a dugaljból a hajszárítót, vagy le kell kapcsolni a villanyórát). Nagyfeszültség esetén csak szakember segíthet speciális szerszámokkal. A sérültet nyugalomba kell helyezni. | További ellátás állapottól függően: segélykérés, stabil oldalhelyzet, lélegeztetés, újraélesztés, égési sérülések steril befedése.                                                                                                 |
| Csonttörések                    | Zárt töréskor az eltört csont felett nem látható a seb. Nyílt törés esetén a törés helye környékén seb látható. A sérült kímélő tartást vesz fel, törött tagjait természetellenes helyzetben tarthatja, a mozgatás nehezen, vagy egyáltalán nem megy. A törés környéke fájdalmas és feldagad. | Nyílt törésnél a sebet fedőkötéssel kell borítani. A törött részt nyugalomba kell helyezni. Pihentető fektetéssel: bordatörésnél – a sérült kívánsága szerint; medencetörés gyanúja esetén – polcolással vagy térd alá helyezett összetekert takaróval; gerincsérülésnél – a sérült helyzetén tilos változtatni. Rögzítés: comb-, lábszár- vagy bokatörés esetén a testrészt szorosan összecsavart ruhadarabokkal, pléddel, párnával, homokzsákokkal vagy hasonló dolgokkal körbe kell rakni és egy szilárd, nehéz tárgyat (pl.kövek, aktatáska, nehéz könyvek, börönd) nehezékként használva stabilizáljuk; váll- vagy felkartörésnél háromszögletű kendővel (vagy pl. átlósan félbehajtott abrosszal) rögzítjük a testrészt. | További kezelés miatt orvoshoz vagy kórházba kell juttatni a sérültet. |
| Ízületi sérülések               | Ránduláskor az ízületek hirtelen elcsúsznak, a sérült ízület feldagad, fájdalom és mozgáskorlátozottság keletkezik. Ficam esetén az ízületet alkotó csontvégek kimozdulnak, az ízületi tok és szalagok megnyúlnak, elszakadhatnak, természetellenes testhelyzet jön létre fájdalommal, duzzanattal kombináltan. Felmerülhet az ízületi tok szakadása is. | Az érintett ízületet testhelyzet változtatás nélkül (pl. kitámasztás, körberakás, felpolcolás) kell nyugalomba helyezni. Nem szabad rángatni, húzgálni! Gondoskodni kell segélykérésről. | Segélyhívás. |
| Fuldoklás vízben                | Véletlenül mély vízbe (folyó, tó, tenger) esik a segítségre szoruló. Figyelembe kell venni az áramlatot, partot vagy vízfeneket a mentéskor. | A fuldoklót kimentés után általában stabil oldalfekvésbe kell helyezni és lélegeztetni szükség szerint. | A fuldokló állapotától függően további intézkedéseket kell tenni (kórház). |
| Jég beszakadása                 | Téli sportolás közben jeges tavon, befagyott folyóágon a lékek helye könnyen beszakadhat és beleeshet az ember. Általános lehűléssel és fagyással kell számolni. | Mentést lehet kezdeni deszka, létra, kötél, rúd segítségével. A mentést végző biztosítsa saját magát (pl. kikötéssel), hogy elvégezhesse a feladatot. A mentendő személy megközelítése fekve szélesre terpesztett lábakkal, csúszva ajánlatos. | További ellátás segélyhívással. |
| Betemetődés                     | Homok- vagy kavicsbányába könnyen betemetődhet ember. Hasonló a helyzet, ha természeti katasztrófák miatt romok, törmelékek alá kerül valaki. | A betemetett személy feje szabadon van, akkor a légutakat kell kitisztítani és szabadon tartani. Omlásveszély miatt a mozgatást az életmentő helyzet kialakítására kell korlátozni. | Feltétlenül szakember segítségét kell kérni. |
| Tűzesetek                       | Kis lakástűz lehet pl. karácsonyfa, petárda, csillagszóró miatt vagy törlőruha lángol az étel levételekor, télen kályhás fűtés esetén pl. a kipattanó szikrától. | Tűzoltást tűzoltó eszközzel vagy vízzel kell végezni. Nagy tűz esetén szakembert kell hívni. Mindig tartsunk vizet edényben konyhában, fürdőszobában stb.! Tűzoltásnál figyelni kell a szélirányra, a huzatra és vizes kendő vagy zsebkendő segítségével kell szűrni a levegőt a szánkat, orrunkat bekötve. Így csökkenthetjük a füstmérgezés veszélyét. | Hívni kell a tűzoltókat, ki kell jutni a szabadba! |
| Fertőzés elleni védekezés       | Vérző sebek ellátásánál, ha a segítséget adó keze sérült, felnyílt bőrterület van rajta, szembe vagy szájba jut fertőzött anyag a sérülttől. | Segélyadás közben nem szabad kapcsolatba kerülni fertőzött anyaggal (vér, vizelet, széklet); kerülni kell a sérülést. Használni kell az egyszer használatos kesztyűt vérző sérült ellátásakor. Lélegeztetéskor zsebkendőt vagy gézt kell használni. | Fertőzés gyanúja esetén kivizsgálás. |

Az elsősegélynyújtónak vészhelyzetben mindig gondolnia kell a saját biztonságára. Ennek oka az, hogy rajta nyugszik a felelősség abban a helyzetben, amelybe mint segítségnyújtó vesz részt. Így ő nem lehet figyelmetlen, gondatlan, felelőtlen, meggondolatlan. Kiegyensúlyozottan, nyugodtan, fegyelmezetten bánjon a segítségre szorulóval, adjon neki bátorságot és nyerje el a bizalmát! A szakavatott segítség megérkezéséig tartsa benne a lelket, feltétlenül nyugtassa meg!

## Közúti elsősegélynyújtás
Sajátos területe a közúti elsősegélynyújtás, amelynek anyagából eredményes vizsga letétele a gépjárművezetői engedély (jogosítvány) kiadásának egyik feltétele.
A közlekedési szabályok gyűjteménye (pl.KRESZ) részletesen előírja többek között a közúti balesetek során betartandó magatartást. Ezek röviden az alábbiak:
- Gondoskodni kell a helyszínen (útsávban) arról, hogy a mentők minél jobban megközelíthessék a sérültet.
- Közlekedéskor balesetet észlelünk, fokozatosan csökkentsük a sebességünket, kapcsoljuk be a vészvillogót!
- Szükség esetén le kell állni és segítséget kell nyújtani, ne akadályozzuk a mentőt!
- Biztosítsuk a helyszínt elakadást jelző háromszöggel, amelyet a forgalommal szemben az út jobb oldalán vigyünk az előírt (településen 50 m, országúton 100 m, autópályán 200 m) távolságra a baleset helyétől és ott helyezzük el jól látható helyen!
- Jelentős sérülés esetén szükséges elvégezni a sérült(ek) mentését. Amennyiben a sérült az úttesten van, mozdíthatósága esetén biztonságba kell helyezni az út mentén.

Mentés a gépkocsiból
A balesetet szenvedett jármű ajtajait nyissuk ki a sérült kiemelése érdekében! Beragadt ajtót szerszámmal (pl. emelővel) kell kinyitni szükség esetén. A motort le kell állítani. Tűz esetén azonnal oltani kell autós poroltó eszközzel vagy hagyományosan (pl. pokróccal, homokkal). Oltásnál legyünk mindig háttal a szélnek, hogy megóvjuk magunkat a lángoktól. Veszélyes árut szállító járműveken elöl és hátul nemzetközi jelzések (általában narancssárga tábla) van elhelyezve, ezt az információt segélyhíváskor közölni kell.